# Памятник воинам-землякам (Ленск)
Мемориал «Победа» — мемориальный комплекс, посвящённый памяти воинов погибших в годы Великой Отечественной войны, а также воинов-интернационалистов в городе Ленске, Ленского улуса, Республики Саха (Якутия). Памятник истории регионального значения.

## Общая информация

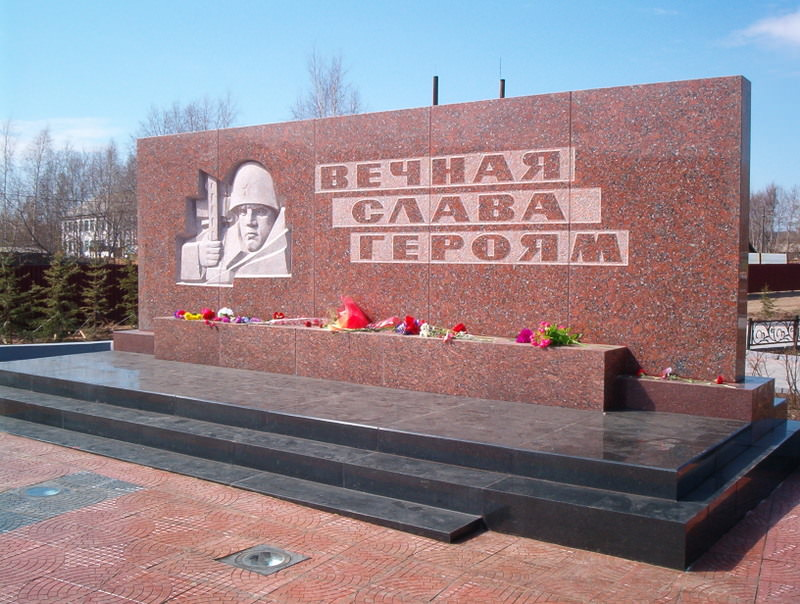
Стена «Вечная Слава героям»

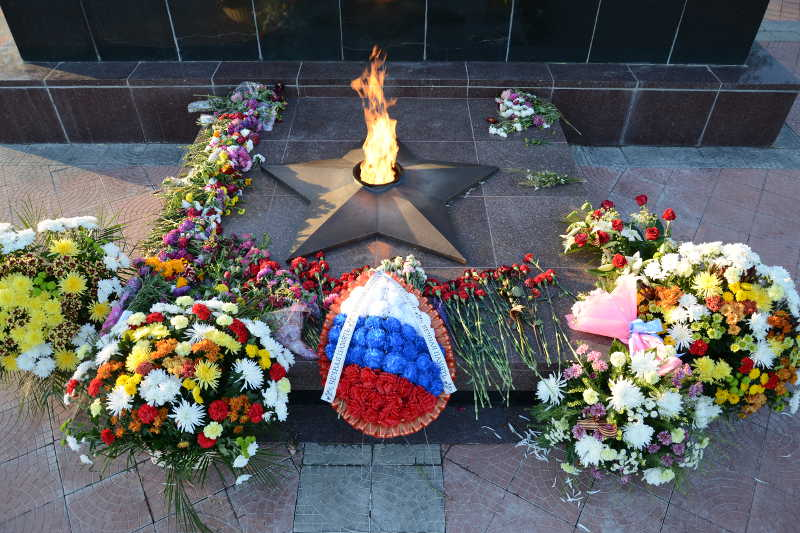
Вечный огонь

После завершения Великой Отечественной войны в городах и сёлах республики Якутия стали активно возводить первые памятники и мемориалы, посвящённые павшим солдатам. Памятник в городе Ленске был возведён в 1962 году как памятный знак о сложном периоде Великой Отечественной войны. Установлен в центральной части города, на Набережной реки Лена, где сейчас благоустроен Парк культуры и отдыха. Именно оттуда в годы войны отходили баржи с новобранцами.
В 2005 году памятник был отреставрирован, добавлены новые композиции, приобрёл статус мемориала. Мемориал «Победа» состоит из трёх частей: в центре — памятная стела, справа- барельеф с изображением солдата, слева- памятник воинам-интернационалистам. Авторы памятника: И. Б. Трейнус, А. А. Смирнов и С. Ю. Бычков. Автор барельефа с изображением солдата: скульптор Черниченко Г. Это один из главных культурных объектов города.
2 сентября 2014 года в композицию мемориала добавлен Вечный огонь. Инициатором его создания выступил глава Ленска Александр Хорунов.

## Описание памятника
Основной элемент мемориала — памятная стела выполнена из бетона в форме штыка. Установлена на двухступенчатый постамент из бетона и облицована мраморными плитками. В верхней части стелы размещена георгиевская ленточка из металлического каркаса и надпись «1941-1945». Стилизованное склоненное полотнище знамени, изготовленное из красного мрамора, с надписью «Никто не забыт, ничто не забыто» установлено у основания стелы. Рядом расположена мемориальная стела Славы с надписью «Вечная слава героям» и мемориальная стена с памятными досками с именами 82 воинов-земляков, участников войны.
В соответствии с Приказом Министерства культуры и духовного развития Республики Саха (Якутия) "Об утверждении границ территории объекта культурного наследия регионального значения «Памятник воинам-землякам, погибшим в годы Великой Отечественной войны (1941—1945). Автор Горшков, 1962 г.», памятник внесён в реестр объектов культурного наследия народов Российской Федерации регионального значения и охраняется государством.